# Eleição municipal de Ribeirão Pires em 2012
A eleição municipal de Ribeirão Pires em 2012 aconteceu em 7 de outubro de 2012 para eleger um prefeito, um vice-prefeito e 17 vereadores no município de Ribeirão Pires, no Estado de São Paulo, no Brasil.
O prefeito eleito foi Saulo Benevides, do PMDB, com 58,31% dos votos válidos, sendo vitorioso logo no primeiro turno em disputa com três adversários, Maria Inês (PT), Alberto Ticianelli (PSOL) e Dedé da Folha (PPS), que teve a candidatura indeferida com recurso.
A vice-prefeita eleita, na chapa de Saulo Benevides, foi Leonice Moura (PSC).
O pleito em Ribeirão Pires foi parte das eleições municipais nas unidades federativas do Brasil. Ribeirão Pires foi um dos 1.022 municípios vencidos pelo PMDB; no Brasil, há 5.570 cidades.
A disputa para as 17 vagas na Câmara Municipal de Ribeirão Pires envolveu a participação de 261 candidatos. O candidato mais bem votado foi Mercedez D'Orto, que obteve 1.226 votos (1,88% dos votos válidos).

## Antecedentes
Na eleição municipal de 2008, Clovis Volpi, na epóca do PV, derrotou o candidato do PT Mario Nunes, se reelegendo assim com 73% dos votos (44.034 votos válidos).
Antes de vencer a eleição para prefeito duas vezes consecutivas, Volpi foi candidato a Deputado Federal em 1998 e 2002.

## Eleitorado
Na eleição de 2012, estiveram aptos a votar 87.318 ribeirãopirenses. Apenas 57,40% compareceram (73493 votos) com 42,60% de abstenções (13825 votos).

## Candidatos
Foram quatro candidatos à prefeitura em 2012: Saulo Benevides do PMDB, Alberto Ticianelli do PSOL, Maria Inês do PT e Dedé da Folha do PSD.
| Candidato(a)       | Vice                    | Partido | Coligação                                                                               |
| ------------------ | ----------------------- | ------- | --------------------------------------------------------------------------------------- |
| Saulo Benevides    | Leo da APRAESPI         | PMDB    | "Mudar para melhor" (PRB / PMDB / PSL / PTN / PSC / PMN / PT do B)                      |
| Maria Inês         | Gerson Constantino      | PT      | "Ribeirão, cidade de todos nós" (PP / PDT / PT / PSDC / PRTB / PTC / PRP / PPL / PSD)   |
| Alberto Ticianelli | Eduardo Tavares Quirino | PSOL    | (PSOL)                                                                                  |
| Dedé da Folha      | Professora Rosi         | PPS     | "Unidos para seguir avançando" (PTB / PR / PPS / DEM / PHS / PSB / PV / PSDB / PC do B) |

## Campanha
Os principais pontos que o prefeito Saulo Benevides propôs em seu plano de governo foram mudanças nas áreas de Saúde, Educação e Segurança Pública.
Além disso, logo no início de seu mandato, Saulo aplicou a política da economia, focando na administração de problemas e dívidas de R$ 41 milhões com fornecedores e precatórios, deixadas pelo prefeito anterior, Clóvis Volpi. O prefeito Saulo Benevides também se responsabilizou no cumprimento e realização de projetos de lazer para a Estância Turística de Ribeirão Pires, como a criação de um teleférico, um mini zoológico para atrair turistas e visitantes de outras cidades do ABC Paulista e a idealização da construção de um shopping. O projeto do teleférico apresentado pelo prefeito, custará em torno de R$15 milhões, mas ele garante que será uma obra 100% federal a fundo perdido e, por isso, não será necessário empréstimos e não custará nada para a cidade. Quanto a isso, Saulo conta também com um aporte do Governo Federal, já que o vice-presidente da república Michel Temer também é presidente do seu partido (PMDB).
Antes de ser eleito como prefeito, Saulo teve 16 anos de experiência no Legislativo como Vereador de Ribeirão Pires.

### Pesquisas
A pesquisa do Ibope, divulgada em 22 de junho de 2012, apresentava uma disputa acirrada entre os candidatos a prefeito de Ribeirão Pires. Saulo Benevides, Maria Inês e Dedé da Folha apareceram respectivamente com 26%, 24% e 21% das intenções de voto.
O Ibope divulgou a pesquisa com dois cenários de intenção de voto pois, na época, não havia definição oficial dos candidatos.
Em um cenário, Saulo Benevides, Maria Inês e Dedé da Folha foram apresentados. Já no outro cenário, Rosi de Marco (PV) substitui Dedé da Folha.
CENÁRIO I
| Data de realização         | Data de divulgação | Instituto | Número de registro no TRE | Contratante                                     | Entrevistados | Margem de erro | Candidato              | Candidato       | Candidato           | Não sabe/ Não respondeu | Brancos e nulos |
| Data de realização         | Data de divulgação | Instituto | Número de registro no TRE | Contratante                                     | Entrevistados | Margem de erro | Saulo Benevides (PMDB) | Maria Inês (PT) | Dedé da Folha (PPS) | Não sabe/ Não respondeu | Brancos e nulos |
| -------------------------- | ------------------ | --------- | ------------------------- | ----------------------------------------------- | ------------- | -------------- | ---------------------- | --------------- | ------------------- | ----------------------- | --------------- |
| de 31 de maio a 2 de junho | 6 de junho de 2012 | Ibope     | SP-00070/2012             | ENIGMA CONSULTORIA E MARKETING ESTRATÉGICO LTDA | 406           | ± 5%           | 26%                    | 24%             | 21%                 | 10%                     | 19%             |

CENÁRIO II
| Data de realização         | Data de divulgação | Instituto | Número de registro no TRE | Contratante                                     | Entrevistados | Margem de erro | Candidato              | Candidato       | Candidato           | Não sabe/ Não respondeu | Brancos e nulos |
| Data de realização         | Data de divulgação | Instituto | Número de registro no TRE | Contratante                                     | Entrevistados | Margem de erro | Saulo Benevides (PMDB) | Maria Inês (PT) | Rosi de Marco (PPS) | Não sabe/ Não respondeu | Brancos e nulos |
| -------------------------- | ------------------ | --------- | ------------------------- | ----------------------------------------------- | ------------- | -------------- | ---------------------- | --------------- | ------------------- | ----------------------- | --------------- |
| de 31 de maio a 2 de junho | 6 de junho de 2012 | Ibope     | SP-00070/2012             | ENIGMA CONSULTORIA E MARKETING ESTRATÉGICO LTDA | 406           | ± 5%           | 32%                    | 28%             | 6%                  | 11%                     | 23%             |

## Resultados

### Prefeito
No dia 7 de outubro, Saulo Benevides foi eleito com 58,31% dos votos válidos.
| Candidato(a)              | Vice                           | 7 de outubro de 2012 | 7 de outubro de 2012 |
| Candidato(a)              | Vice                           | Votação              | Votação              |
|                           |                                | Total                | Porcentagem          |
| ------------------------- | ------------------------------ | -------------------- | -------------------- |
| Saulo Benevides (PMDB)    | Leo da APRAESPI (PSC)          | 24.601               | 58,31%               |
| Maria Inês (PT)           | Gerson Constantino (PSD)       | 15.545               | 36,85%               |
| Alberto Ticianelli (PSOL) | Eduardo Tavares Quirino (PSOL) | 2.042                | 4,84%                |
| Dedé da Folha (PPS)       | -                              | 0                    | 0,00%                |
| Total de votos válidos    | Total de votos válidos         | 42.188               | 57,40%               |
| Votos em branco           | Votos em branco                | 5.896                | 8,02%                |
| Votos nulos               | Votos nulos                    | 25.409               | 34,57%               |
| Total                     | Total                          | 73.493               | 100%                 |
| Abstenções                | Abstenções                     | 13.825               | 15,83%               |
| Votos apurados            | Votos apurados                 | 73.493               | 100%                 |
| Total de eleitores        | Total de eleitores             | 87.318               | 100%                 |

### Vereador
Dos trezentos e dezenove (319) candidatos a vereadores, dezessete (17) foram eleitos, quatro (4) eram em 2012 da coligação de Saulo Benevides, com nove (9) estreantes na Câmara.
O PR é o partido com o maior número de vereadores eleitos (3), seguido por PMDB, PPS e PV com dois cada, e PDT, PMN, PRB, PSB, PSD, PT e PTN com um eleito cada.
A vereadora mais votada foi Mercedes D'Orto (PV), falecida em 16 de julho de 2013, que teve 1.226 votos. Mercedes era líder do governo de Saulo e presidente da Comissão do Meio Ambiente. Suas bandeiras pelas quais defendia, frisavam a melhoria da saúde da mulher, meio ambiente e direito dos animais. Com o falecimento de D'Orto, Eduardo Nogueira do PV assumiu a cadeira do Legislativo.
| Resultado da eleição para a Câmara Municipal de Ribeirão Pires em 2012 por candidato | Resultado da eleição para a Câmara Municipal de Ribeirão Pires em 2012 por candidato | Resultado da eleição para a Câmara Municipal de Ribeirão Pires em 2012 por candidato | Resultado da eleição para a Câmara Municipal de Ribeirão Pires em 2012 por candidato | Resultado da eleição para a Câmara Municipal de Ribeirão Pires em 2012 por candidato | Resultado da eleição para a Câmara Municipal de Ribeirão Pires em 2012 por candidato |
| Candidato                                                                            | Número                                                                               | Partido                                                                              | Votos                                                                                | Porcentagem                                                                          |                                                                                      |
| ------------------------------------------------------------------------------------ | ------------------------------------------------------------------------------------ | ------------------------------------------------------------------------------------ | ------------------------------------------------------------------------------------ | ------------------------------------------------------------------------------------ | ------------------------------------------------------------------------------------ |
| Mercedes D'Orto                                                                      | 43123                                                                                | PV                                                                                   | 1.226                                                                                | 1,88%                                                                                |                                                                                      |
| Gabriel Eid Roncon                                                                   | 22123                                                                                | PR                                                                                   | 1.163                                                                                | 1,78%                                                                                |                                                                                      |
| Dr. Hercules                                                                         | 22222                                                                                | PR                                                                                   | 1.152                                                                                | 1,77%                                                                                |                                                                                      |
| Gê do Aliança                                                                        | 43111                                                                                | PV                                                                                   | 1.141                                                                                | 1,75%                                                                                |                                                                                      |
| Rubão                                                                                | 15775                                                                                | PMDB                                                                                 | 1.101                                                                                | 1,69%                                                                                |                                                                                      |
| Jorge da Auto Escola                                                                 | 25699                                                                                | DEM                                                                                  | 1.077                                                                                | 1,65%                                                                                |                                                                                      |
| Banha                                                                                | 12000                                                                                | PDT                                                                                  | 985                                                                                  | 1,51%                                                                                |                                                                                      |
| Arnaldo Sapateiro                                                                    | 40444                                                                                | PSB                                                                                  | 942                                                                                  | 1,44%                                                                                |                                                                                      |
| Diva do Posto                                                                        | 22622                                                                                | PR                                                                                   | 895                                                                                  | 1,37%                                                                                |                                                                                      |
| João Lessa                                                                           | 45650                                                                                | PSDB                                                                                 | 891                                                                                  | 1,37%                                                                                |                                                                                      |
| Adriano                                                                              | 15641                                                                                | PMDB                                                                                 | 841                                                                                  | 1,29%                                                                                |                                                                                      |
| José Nelson de Barros                                                                | 55625                                                                                | PSD                                                                                  | 838                                                                                  | 1,29%                                                                                |                                                                                      |
| Eduardo Nogueira                                                                     | 43777                                                                                | PV                                                                                   | 814                                                                                  | 1,25%                                                                                |                                                                                      |
| Anderson Benevides                                                                   | 33100                                                                                | PMN                                                                                  | 780                                                                                  | 1,20%                                                                                |                                                                                      |
| Toninho Muraki                                                                       | 14000                                                                                | PTB                                                                                  | 768                                                                                  | 1,18%                                                                                |                                                                                      |
| Cléo Meira                                                                           | 19123                                                                                | PTN                                                                                  | 718                                                                                  | 1,10%                                                                                |                                                                                      |
| Berê do Posto                                                                        | 33777                                                                                | PMN                                                                                  | 696                                                                                  | 0,97%                                                                                |                                                                                      |
| Renato Foresto                                                                       | 13090                                                                                | PT                                                                                   | 631                                                                                  | 0,97%                                                                                |                                                                                      |
| Basilio Holanda                                                                      | 22555                                                                                | PR                                                                                   | 629                                                                                  | 0,96%                                                                                |                                                                                      |
| Prof. Amaury                                                                         | 22010                                                                                | PR                                                                                   | 607                                                                                  | 0,93%                                                                                |                                                                                      |
| Silvino Castro                                                                       | 10123                                                                                | PRB                                                                                  | 591                                                                                  | 0,91%                                                                                |                                                                                      |
| Mozo da Forney                                                                       | 22333                                                                                | PR                                                                                   | 581                                                                                  | 0,89%                                                                                |                                                                                      |
| Wilson                                                                               | 65123                                                                                | PC do B                                                                              | 581                                                                                  | 0,89%                                                                                |                                                                                      |
| Joabe Ferreira                                                                       | 14133                                                                                | PTB                                                                                  | 576                                                                                  | 0,88%                                                                                |                                                                                      |
| Cezar de Carvalho                                                                    | 45645                                                                                | PSDB                                                                                 | 571                                                                                  | 0,88%                                                                                |                                                                                      |
| Mara                                                                                 | 22345                                                                                | PR                                                                                   | 559                                                                                  | 0,86%                                                                                |                                                                                      |
| Professor Paulo Cesar                                                                | 31222                                                                                | PHS                                                                                  | 540                                                                                  | 0,83%                                                                                |                                                                                      |
| Zé Maria                                                                             | 22444                                                                                | PR                                                                                   | 544                                                                                  | 0,83%                                                                                |                                                                                      |
| Claudio do Luzo                                                                      | 43670                                                                                | PV                                                                                   | 528                                                                                  | 0,81%                                                                                |                                                                                      |
| Prof. Flavio Gomes                                                                   | 23400                                                                                | PPS                                                                                  | 526                                                                                  | 0,81%                                                                                |                                                                                      |
| Carlão da Água Viva                                                                  | 15777                                                                                | PMDB                                                                                 | 523                                                                                  | 0,80%                                                                                |                                                                                      |
| Iuquio                                                                               | 22000                                                                                | PR                                                                                   | 515                                                                                  | 0,79%                                                                                |                                                                                      |
| Banana                                                                               | 17000                                                                                | PSL                                                                                  | 493                                                                                  | 0,76%                                                                                |                                                                                      |
| Donata Cabeleireiro                                                                  | 22022                                                                                | PR                                                                                   | 494                                                                                  | 0,76%                                                                                |                                                                                      |
| Paixão                                                                               | 23500                                                                                | PPS                                                                                  | 466                                                                                  | 0,71%                                                                                |                                                                                      |

| Votos válidos   | Votos válidos   | 65200 | 88,71% |
| Votos nulos     | Votos nulos     | 4164  | 5,66%  |
| Votos em branco | Votos em branco | 4129  | 5,61%  |
| Total           | Total           | 73493 | 100%   |
| --------------- | --------------- | ----- | ------ |

## Análises
Quando a apuração das urnas estava em 25%, Saulo e seu grupo político já comemoravam sua vitória. Em entrevista ao site Folha Ribeirão Pires, Saulo declarou: “E podem ter certeza que irei honrar esse apoio. Vou cumprir meu programa de governo e dar atenção ao tema que mais falei nessa campanha, eu vou investir na Saúde”.
Além disso, em matéria ao site ABCD Maior, Saulo comentou sobre sua campanha: “Enfrentamos uma campanha difícil, com acusações, brigas jurídicas, uma disputa contra a máquina, mas o trabalho da militância e a conversa com os moradores nos trouxe resultado e mostra que Ribeirão quer mudança. Vamos honrar fazendo um governo justo e honesto para a cidade”.
Apesar de Saulo Benevides ter atingido a vitória nos votos válidos com 24.601 votos, o número de votos nulos foi maior (25.409 votos). Isso porque os votos do candidato Dedé da Folha (PSD) não foram computados por estarem sob judice. Na época, Dedé respondia por um processo de impugnação referente a campanha de 2004, quando disputou uma vaga na Câmara e foi condenado por abuso de poder econômico.